# Renteneurose

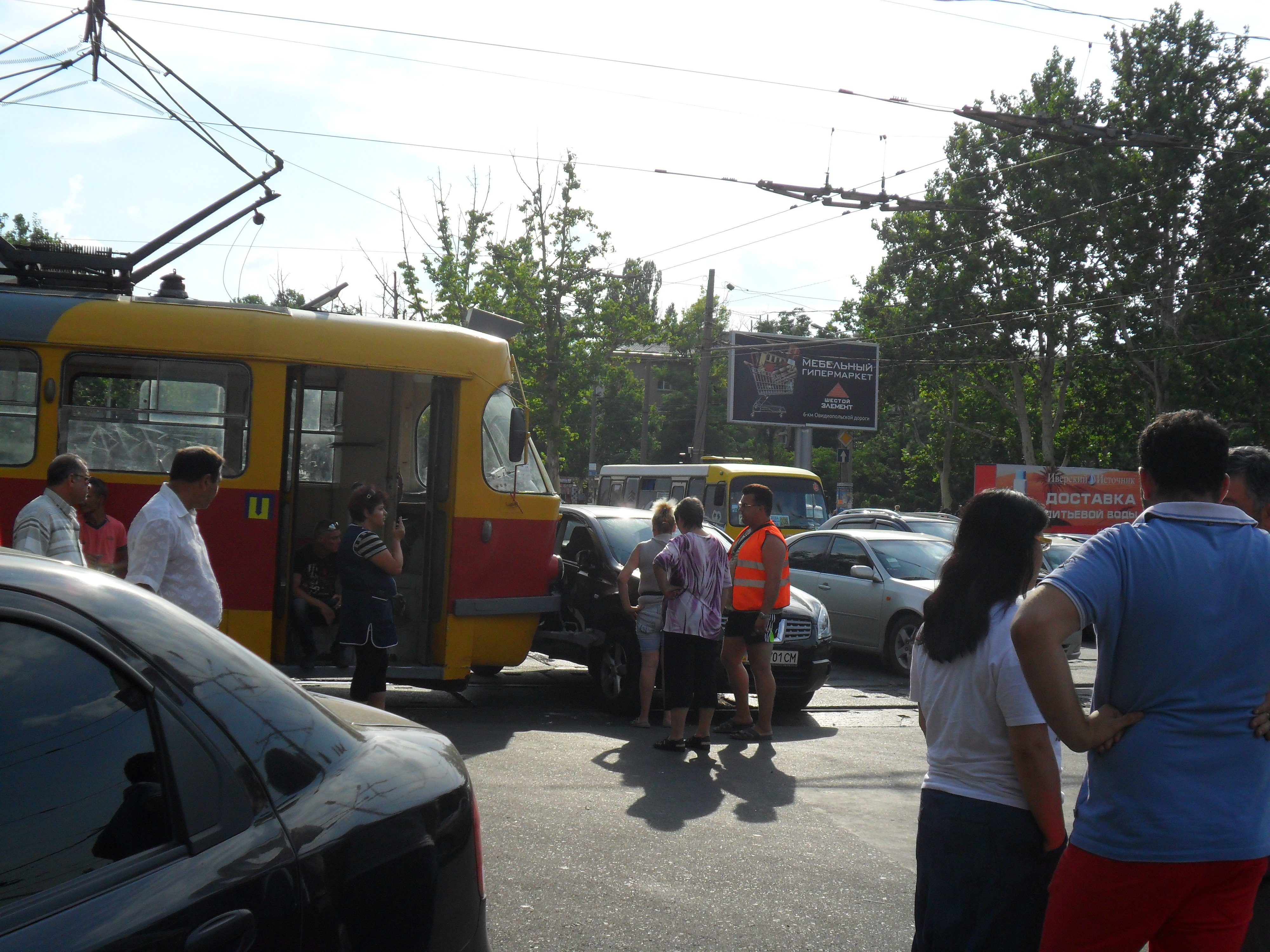
Een renteneurose kan het gevolg zijn van een verkeersongeluk

Renteneurose  is een neurotische drang tot het vragen om schadevergoeding. Dit voortdurend bezig zijn met genoegdoening kan zich bijvoorbeeld ontwikkelen door lichamelijke klachten na een (verkeers)ongeluk, vooral als genezing lang op zich laat wachten en een ander als schuldige is aan te wijzen.
De schuldige zal worden aangesproken op grond van artikel 6:162 BW of artikel 185 Wegenverkeerswet, en zal door de rechter worden verplicht de schade te vergoeden. De patiënt zal echter maar moeizaam genezen en steeds klachten houden. Ook deze "schade" zal hij trachten te verhalen op de schuldige. Voor de getroffene zijn de klachten zeer reëel, al zijn ze nu psycho-somatisch. Voor degeen die wordt aangesproken is het een vervelende kwestie. "Heb ik niet al genoeg betaald", zal men zich afvragen. Het klagerige gedrag van de patiënt zal bij veel mensen irritatie opwekken.
De Nederlandse Hoge Raad heeft zich in het renteneurose-arrest hierover uitgesproken. In deze zaak betrof het een man die verwondingen had opgelopen doordat een agent hem hard op de rug had geslagen met een wapenstok. Als een ongeluk of andere onrechtmatige daad toe te rekenen is aan de dader, is de dader gehouden alle schade te vergoeden die in causaal verband hiermee staat (conform toerekening naar redelijkheid). Ook het ontwikkelen van renteneurose behoort tot die schade, dus ook de extra kosten zullen door (de verzekeraar van) de dader vergoed moeten worden, tenzij de patiënt weigert zich onder psychische behandeling te stellen.